# Yenişehir
Yenişehir est une ville et un district de la province de Bursa dans la région de Marmara en Turquie.
L'aéroport de Bursa se trouve à proximité.

## Histoire
voir Zizim (Cem)